# Federico Raimo
Federico Raimo (* 13. November 1986 in Aosta) ist ein ehemaliger italienischer Snowboarder.

## Werdegang
Raimo, der für den C.S. Esercito startete, nahm im Januar 2002 in Sappada erstmals am Europacup teil und belegte dort den 48. Platz im Riesenslalom. Sein Debüt im Snowboard-Weltcup gab er im Januar 2003 in Innichen, wo er den 85. Platz im Snowboardcross errang. In den folgenden Jahren kam er bei den Juniorenweltmeisterschaften 2004 in Oberwiesenthal auf den 11. Platz und bei den Juniorenweltmeisterschaften 2005 in Zermatt auf den 18. Rang. Bei den Juniorenweltmeisterschaften 2006 im Vivaldi Park gewann er die Silbermedaille im Snowboardcross. Seine einzige Top-Zehn-Platzierung im Weltcup errang er im März 2008 im Chiesa in Valmalenco mit dem achten Platz im Snowboardcross. Bei der Winter-Universiade 2009 in Harbin belegte er den 34. Platz in der Halfpipe und den 22. Rang im Big Air. Im folgenden Jahr fuhr er in Vancouver bei seiner einzigen Olympiateilnahme auf den 22. Platz im Snowboardcross. Bei der Winter-Universiade 2011 in Erzurum holte er die Bronzemedaille im Snowboardcross. Zudem errang er dort den 32. Platz im Parallel-Riesenslalom. Seinen 20. und damit letzten Weltcup absolvierte er im März 2011 in Chiesa in Valmalenco, welchen er auf dem 34. Platz im Snowboardcross beendete.

## Weltcup-Gesamtplatzierungen
| Saison  | Gesamt | Gesamt | Snowboardcross | Snowboardcross |
| Saison  | Punkte | Platz  | Punkte         | Platz          |
| ------- | ------ | ------ | -------------- | -------------- |
| 2007/08 | 320    | 171.   | 320            | 44.            |
| 2008/09 | 552    | 126.   | 552            | 34.            |
| 2009/10 | 211    | 185.   | 211            | 43.            |
| 2010/11 | -      | -      | 22             | 80.            |